# 59828 Ossikar
59828 Ossikar este un asteroid din centura principală de asteroizi.

## Descriere
59828 Ossikar este un asteroid din centura principală de asteroizi. A fost descoperit pe 5 septembrie 1999 la Drebach de Gerhard Lehmann. Asteroidul prezintă o orbită caracterizată de o semiaxă mare de 2,78 ua, o excentricitate de 0,03 și o înclinație de 3,4° în raport cu ecliptica.